# A Muralha (1968)
A Muralha é uma telenovela brasileira produzida pela extinta TV Excelsior e exibida de 9 de julho de 1968 a 21 de março de 1969 no horário das 19h30, totalizando 216 capítulos. Foi escrita por Ivani Ribeiro, baseada no livro homônimo de Dinah Silveira de Queiroz e dirigida por Gonzaga Blota e Sérgio Britto.

## Enredo
Por meio de personagens fictícios, como a família de dom Brás Olinto, o enredo conta os conflitos que levaram à Guerra dos Emboabas. A "Muralha" do título significa a serra do Mar, obstáculo a ser superado para a conquista do interior do Brasil.

## Elenco
| Ator/Atriz               | Personagem             |
| ------------------------ | ---------------------- |
| Mauro Mendonça           | Dom Braz Olinto        |
| Fernanda Montenegro      | Cândida Olinto         |
| Rosamaria Murtinho       | Isabel Olinto          |
| Edgard Franco            | Tiago Olinto           |
| Arlete Montenegro        | Cristina de Godói      |
| Gianfrancesco Guarnieri  | Leonel Olinto          |
| Nicette Bruno            | Margarida Olinto       |
| Nathalia Timberg         | Basília Olinto         |
| Paulo Goulart            | Bento Coutinho         |
| Maria Isabel de Lizandra | Rosália Olinto         |
| Stênio Garcia            | Aimbé                  |
| Nestor de Montemar       | Parati                 |
| Cleyde Blota             | Joana Antônia          |
| Paulo Celestino          | Mestre Davidão         |
| Cleyde Yáconis           | Dona Bandeira          |
| Marcus Toledo            | Toledo                 |
| Maria Aparecida Alves    | Freira                 |
| Alex André               | Padre Fabiano          |
| Cláudio Corrêa e Castro  | Dom Manuel Nunes Viana |
| Antônio Ghigonetto       | Dom Júlio              |
| Sílvio de Abreu          | Abreu                  |
| Valdo Rodrigues          | Tuiú                   |
| Édson França             | Borba Gato             |
| Rivaldo Perez            | Apingorá               |
| Isabel Pancada           | Silvéria               |
| Carlos Zara              | Soldado                |
| Ana Maria Neumann        | Cati                   |
| Silvana Lopes            |                        |
| Osmar Prado              |                        |
| Gonzaga Blota            |                        |
| Antônio Carlos Pires     |                        |
| Aldo de Maio             |                        |
| Gilberto Sálvio          |                        |
| Osmano Cardoso           |                        |
| Serafim Gonzalez         | Dom Guilherme Saltão   |
| Edmundo Lopes            |                        |
| Sebastian                |                        |

## Trilha sonora
1. Ela, Eu e o Amor - Paulo Goulart[3]
2. Linda Menina - Paulo Goulart[3]

Trilha sonora complementar[carece de fontes?]
 por Manuel Marques
1. A Muralha
2. Festa Em Lagoa Serena
3. No Fim Da Tarde
4. Uma Lágrima Caída

## Exibição
De acordo com informações do pesquisador Gabriel Yudenich e revelada durante uma entrevista com a jornalista Heloísa Tolipan em 14 de maio de 2025, só foram preservados apenas os capítulos 129 e 130, estando sob posse da TV Cultura.